# مردی از ماه (رمان)
مردی از ماه (به فرانسوی: Jean de Lune  ) رمانی به نویسندگی و تصویرگری تومی اونگرر است که در سال ۱۹۶۶ منتشر شد. این کتاب در زمان انتشار اولیه‌اش جایزۀ هفتۀ کتاب کودکان ۴ تا ۸ سال را از آن خود کرد و خود وی دریافت این جایزه را باورنکردنی و یک طنز می‌دانست.